# قطقاط ذهبي أوروبي

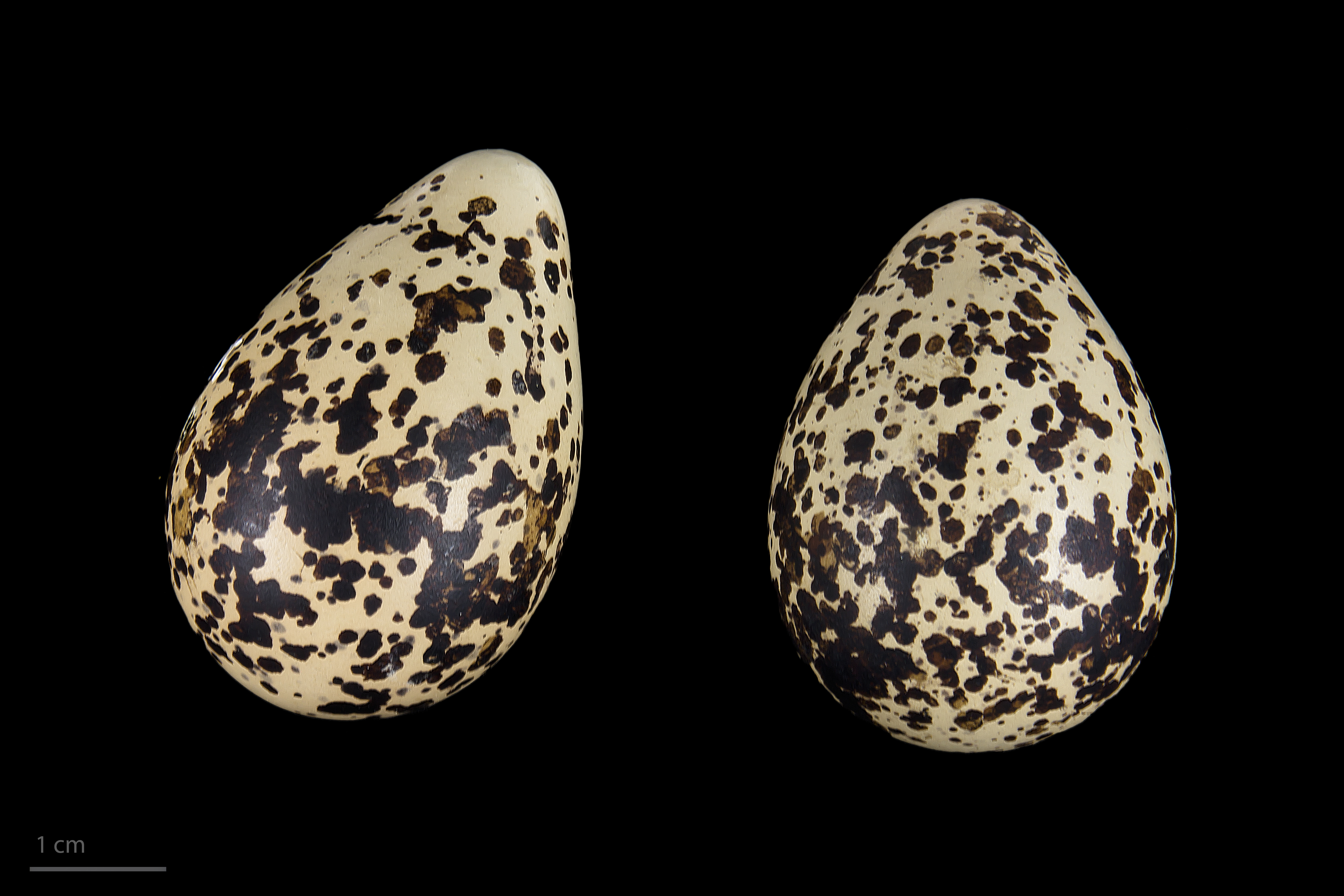
Pluvialis apricaria altifrons

قطقاط ذهبي أوروبي (الاسم العلمي:   Pluvialis  apricaria) (بالإنجليزية: European  Golden  Plover)‏ هو طائر ينتمي إلى (فصيلة: Charadriidae).

## الحماية
القطقاط الذهبي الأوروبي هو أحد الطيور التي تقع تحت اتفاقيه حمايه الطيور المائية الأفريقية الاتفاقية الأفريقية الأوراسية للحفاظ على الطيور المائية المهاجرة